# 労働安全衛生法
労働安全衛生法（ろうどうあんぜんえいせいほう、昭和47年法律第57号）は、労働者の安全と衛生についての基準に関する日本の法律である。
当時の日本の産業経済の発展は、世界にも類のない目ざましいものがあり、それに伴い、技術革新、生産設備の高度化等が急激に進展したが、この著しい経済興隆のかげに、多くの労働者が労働災害を被っているという状況にあった。この法律は、これらの問題点を踏まえ、最低基準の遵守確保の施策に加えて、事業場内における安全衛生責任体制の明確化、安全衛生に関する企業の自主的活動の促進の措置を講ずる等労働災害の防止に関する総合的、計画的な対策を推進することにより職場における労働者の安全と健康を確保するとともに、快適な作業環境の形成を促進することを目的として制定されたものである（昭和47年9月18日発基第91号）。内閣提出法案として、1972年（昭和47年）の第68回国会にて衆参両院の全会一致により成立した。労働基準法の第5章（安全及び衛生）ならびに労働災害防止団体等に関する法律の第2章（労働災害防止計画）、第4章（特別規制）を統合したものを母体とし、さらに新規の規制事項、国の援助措置に関する規定などを加えて制定された。同年6月8日公布、一部の規定を除き10月1日施行。

## 主務官庁
- 厚生労働省労働基準局安全衛生部計画課

次の各省庁と連携して執行にあたる。
- 経済産業省製造産業局化学物質管理課
- 経済産業省商務情報政策局産業保安グループ保安課および電力安全課
- 環境省水・大気環境局環境管理課
- 原子力規制庁放射線防護企画課
- 国土交通省不動産・建設経済局建設業課

## 構成
- 第1章 総則（第1条 - 第5条）
- 第2章 労働災害防止計画（第6条 - 第9条）
- 第3章 安全衛生管理体制（第10条 - 第19条の3）
- 第4章 労働者の危険又は健康障害を防止するための措置（第20条 - 第36条）
- 第5章 機械等並びに危険物及び有害物に関する規制
  - 第1節 機械等に関する規制（第37条 - 第54条の6）
  - 第2節 危険物及び有害物に関する規制（第55条 - 第58条）
- 第6章 労働者の就業に当たつての措置（第59条 -第63条）
- 第7章 健康の保持増進のための措置（第64条 - 第71条）
- 第7章の2 快適な職場環境の形成のための措置（第71条の2 - 第71条の4）
- 第8章 免許等（第72条 - 第77条）
- 第9章 事業場の安全又は衛生に関する改善措置等
  - 第1節 特別安全衛生改善計画及び安全衛生改善計画（第78条 - 第80条）
  - 第2節 労働安全コンサルタント及び労働衛生コンサルタント（第81条 - 第87条）
- 第10章 監督等（第88条 - 第100条）
- 第11章 雑則（第101条 - 第115条の2）
- 第12章 罰則（第115条の3 - 第123条）
- 附則

## 目的等
本法は、労働基準法と相まって、労働災害の防止のための危害防止基準の確立、責任体制の明確化及び自主的活動の促進の措置を講ずる等その防止に関する総合的計画的な対策を推進することにより職場における労働者の安全と健康を確保するとともに、快適な職場環境の形成と促進を目的とする法律である（第1条）。労働者の安全と衛生についてはかつては労働基準法に規定があったが、これらの規定を分離独立させて作られたのが本法である。したがって、本法と労働基準法とは一体としての関係に立ち、労働基準法の労働憲章的部分（労働基準法第1条~第3条）は労働安全衛生法の施行にあたっても当然その基本とされなければならない（昭和47年9月18日発基91号）。一方で、本法には労働基準法から修正・充実された点や新たに付加された特徴など、独自の内容も少なくない。
事業者は、単にこの法律で定める労働災害の防止のための最低基準を守るだけでなく、快適な職場環境の実現と労働条件の改善を通じて職場における労働者の安全と健康を確保するようにしなければならない。また、事業者は、国が実施する労働災害の防止に関する施策に協力するようにしなければならない（第3条1項）。機械、器具その他の設備を設計し、製造し、若しくは輸入する者、原材料を製造し、若しくは輸入する者又は建設物を建設し、若しくは設計する者は、これらの物の設計、製造、輸入又は建設に際して、これらの物が使用されることによる労働災害の発生の防止に資するように努めなければならない（第3条2項）。建設工事の注文者等仕事を他人に請負わせる者は、施工方法、工期等について、安全で衛生的な作業の遂行をそこなうおそれのある条件を附さないように配慮しなければならない（第3条3項）。事業者のみならず、設計者や注文者等についても一定の責務を課している。さらに、労働者は、労働災害を防止するため必要な事項を守るほか、事業者その他の関係者が実施する労働災害の防止に関する措置に協力するように努めなければならない（第4条）。労働基準法が「最低基準の確保」を目的としているのに対し、本法は最低基準を確保するだけでなく、より進んで適切なレベルの職場環境を実現することを目指している。
2以上の建設業に属する事業の事業者が、一の場所において行われる当該事業の仕事を共同連帯して請負った場合においては、当該届出に係る仕事の開始の日の14日前までに、そのうちの一人を代表者として定め（代表者の選定は、出資の割合その他工事施行に当たっての責任の程度を考慮して行なわなければならない）、これを（当該仕事が行なわれる場所を管轄する労働基準監督署長を経由して）当該仕事が行われる場所を管轄する都道府県労働局長に届け出なければならない（第5条1項、規則第1条）。届出がないときは、都道府県労働局長が代表者を指名する（第5条2項）。共同事業体（ジョイントベンチャー）等、複数の事業者が関わる現場では責任の所在があいまいになりがちであるため、事業者のうち一人の代表者のみをその事業の事業者とみなして本法に基づく義務を負わせるためである。
なお、本法には労働契約を直接規制する効力を持つ規定は存在しない。しかし労働者の安全・衛生に関する事項は労働条件の明示事項（労働基準法第15条）、就業規則の記載事項（労働基準法第89条）となっていて、その解釈基準については当然に本法が機能する。
前述のような条文との関係上、関連する法律や規則を含めると条文数は1500条を超える。本法を主体に、労働安全衛生法施行令（施行令、政令）で細かな部分を規定する。実際の仕様等は「労働安全衛生規則」（安衛則（あんえいそく）、厚生労働省令）で決められる。参照の上確認が必要。

## 定義
労働災害
労働者の就業に係る建設物、設備、原材料、ガス、蒸気、粉じん等により、又は作業行動その他業務に起因して、労働者が負傷し、疾病にかかり、又は死亡することをいう（第2条1号）。
労働者
労働基準法第9条に規定する労働者（同居の親族のみを使用する事業又は事務所に使用される者及び家事使用人を除く。）をいう（第2条2号）。
事業者
事業を行う者で、労働者を使用するものをいう（第2条3号）。その事業における経営主体のことをいい、会社などの法人については、法人の代表者個人ではなく、法人そのものをいう。したがって、労働基準法第10条でいう「使用者」とは必ずしも一致しない。
事業場の区分については、その業態によって個別に決するものとし、経営や人事等の管理業務をもっぱら行っている本社、支店などは、その管理する系列の事業場の業種とは無関係に決定するものとする（昭和47年9月18日基発91号）。たとえば、製鉄所は製造業とされるが、当該製鉄所を管理する本社は製鉄業とはされない（「その他の業種」となる）。
化学物質
元素及び化合物をいう（第2条3号の2）。
「元素」とは、一種類の原子（同位体の区別は問わない。）からなる物質のすべての状態（励起状態、ラジカル等を含む。）をいい、単体を含むものであること。「化合物」とは、二種類以上の元素が互に化学結合力によつて結合すること（化合）によって生じた、原則として一定の組成を有する物質をいうこと（安定な非結合ラジカル（二、二ージフエニル―一―ピクリルヒドラジル、ジ―tert―プチルニトロキシド等）を含む。）。なお、「化合物」とは通常単一の種類の物質をいうが、ここでいう化合物には、次の各号に掲げる物を含むものとすること（昭和53年2月10日基発第77号）。
- 主成分は一定の組成を有しているが、その主成分を製造する際に混入した不純物、副生物等が混在しているもの
- 高分子化合物のごとく、単量体（モノマー）は一定の組成を有しているが、厳密な意味では、その物の化学構造が完全な同一性を有するとは限らないもの
- 一部の染料、コールタール状物質等のごとく、製造する行為の結果、複数の化合物の集合体として得られ、個々の化学物質の同定が困難であるが、全体として均一な性状を有し、個々の化学物質の分離精製を行わないもの

また、次の各号に掲げる物は、化合物として取り扱わないものとすること。
- 合金
- 固有の使用形状を有するもの（合成樹脂製の什器、板、管、捧、フイルム等）及び混合物のうち、混合することによってのみ製品となるものであって、当該製品が原則として最終の用途に供される物（例、顔料入り合成樹脂塗料、印刷用インキ、写真感光用乳剤）

作業環境測定
作業環境の実態を把握するため空気環境その他の作業環境について行うデザイン、サンプリング及び分析（解析を含む。）をいう（第2条4号）。

## 安全衛生管理体制
詳細は各記事を参照のこと。
一般的な体制
総括安全衛生管理者（第10条）、安全管理者（第11条）、衛生管理者（第12条）、安全衛生推進者・衛生推進者（第12条の2）、産業医（第13条）、作業主任者（第14条）、安全委員会（第17条）、衛生委員会（第18条）、安全衛生委員会（第19条）
特定元方事業者が一の場所で作業を行う場合における体制
統括安全衛生責任者（第15条）、元方安全衛生管理者（第15条の2）、店社安全衛生管理者（第15条の3）、安全衛生責任者（第16条）

## 労働災害防止計画
厚生労働大臣は、労働政策審議会の意見をきいて、労働災害の防止のための主要な対策に関する事項その他労働災害の防止に関し重要な事項を定めた計画（労働災害防止計画）を策定しなければならず（第6条）、策定したとき、変更したときは遅滞なく、これを公表しなければならない（第8条）。厚生労働大臣は、労働災害の発生状況、労働災害の防止に関する対策の効果等を考慮して必要があると認めるときは、労働政策審議会の意見をきいて、労働災害防止計画を変更しなければならない（第7条）。厚生労働大臣は、労働災害防止計画の的確かつ円滑な実施のため必要があると認めるときは、事業者、事業者の団体その他の関係者に対し、労働災害の防止に関する事項について必要な勧告又は要請をすることができる（第9条）。
現在、2023年（令和5年）4月からの5年間を計画期間とする「第14次労働災害防止計画」の期間中であり、「労働災害を少しでも減らし、労働者一人一人が安全で健康に働くことができる職場環境の実現」を目指し、以下の目標を掲げて各種取組が進んでいる。
- アウトプット指標 
  1. 労働者（中高年齢の女性を中心に）の作業行動に起因する労働災害防止対策の推進 
    - 転倒災害対策（ハード・ソフト両面からの対策）に取り組む事業場の割合を2027年までに50%以上とする。
    - 卸売業・小売業及び医療・福祉の事業場における正社員以外の労働者への安全衛生教育の実施率を2027年までに80%以上とする。
    - 介護・看護作業において、ノーリフトケアを導入している事業場の割合を2023年と比較して2027年までに増加させる。

  2. 高年齢労働者の労働災害防止対策の推進 
    - 「高年齢労働者の安全と健康確保のためのガイドライン」（令和2年3月16日基安発0316第1号）に基づく高年齢労働者の安全衛生確保の取組（安全衛生管理体制の確立、職場環境の改善等）を実施する事業場の割合を2027年までに50%以上とする。

  3. 多様な働き方への対応や外国人労働者等の労働災害防止対策の推進 
    - 母国語に翻訳された教材や視聴覚教材を用いる等外国人労働者に分かりやすい方法で労働災害防止の教育を行っている事業場の割合を2027年までに50%以上とする。

  4. 業種別の労働災害防止対策の推進 
    - 「陸上貨物運送事業における荷役作業の安全対策ガイドライン」（平成25年3月25日基発0325第1号）に基づく措置を実施する陸上貨物運送事業等の事業場（荷主となる事業場を含む。）の割合を2027年までに45%以上とする。
    - 墜落・転落災害の防止に関するリスクアセスメントに取り組む建設業の事業場の割合を2027年までに85%以上とする。
    - 機械による「はさまれ・巻き込まれ」防止対策に取り組む製造業の事業場の割合を2027年までに60%以上とする。
    - 「チェーンソーによる伐木等作業の安全に関するガイドライン」（平成27年12月7日基発1207第3号）に基づく措置を実施する林業の事業場の割合を2027年までに 50%以上とする。

  5. 労働者の健康確保対策の推進 
    - 年次有給休暇の取得率を2025年までに70%以上とする。
    - 勤務間インターバル制度を導入している企業の割合を2025年までに15%以上とする。
    - メンタルヘルス対策に取り組む事業場の割合を 2027 年までに80%以上とする。
    - 使用する労働者数50人未満の小規模事業場におけるストレスチェック実施の割合を2027年までに50%以上とする。
    - 各事業場において必要な産業保健サービスを提供している事業場の割合を2027年までに80%以上とする。

  6. 化学物質等による健康障害防止対策の推進 
    - 労働安全衛生法第57条及び第57条の2に基づくラベル表示・安全データシート（SDS）の交付の義務対象となっていないが危険性又は有害性が把握されている化学物質について、ラベル表示・SDSの交付を行っている事業場の割合を2025年までにそれぞれ80%以上とする。
    - 法第57条の3に基づくリスクアセスメントの実施の義務対象となっていないが危険性又は有害性が把握されている化学物質について、リスクアセスメントを行っている事業場の割合を2025年までに80%以上とするとともに、リスクアセスメント結果に基づいて、労働者の危険又は健康障害を防止するため必要な措置を実施している事業場の割合を2027年までに 80%以上とする。
    - 熱中症災害防止のために暑さ指数を把握し活用している事業場の割合を2023年と比較して2027年までに増加させる。
- アウトカム指標 
  1. 労働者（中高年齢の女性を中心に）の作業行動に起因する労働災害防止対策の推進 
    - 増加が見込まれる転倒の年齢層別死傷年千人率を2027年までに男女ともその増加に歯止めをかける。
    - 転倒による平均休業見込日数を2027年までに40日以下とする。
    - 増加が見込まれる社会福祉施設における腰痛の死傷年千人率を2022年と比較して2027年までに減少させる。

  2. 高年齢労働者の労働災害防止対策の推進 
    - 増加が見込まれる60歳代以上の死傷年千人率を2027年までに男女ともその増加に歯止めをかける。

  3. 多様な働き方への対応や外国人労働者等の労働災害防止対策の推進 
    - 外国人労働者の死傷年千人率を2027年までに労働者全体の平均以下とする。

  4. 業種別の労働災害防止対策の推進 
    - 陸上貨物運送事業における死傷者数を2022年と比較して2027年までに5%以上減少させる。
    - 建設業における死亡者数を2022年と比較して2027年までに15%以上減少させる。
    - 製造業における機械による「はさまれ・巻き込まれ」の死傷者数を2022年と比較して2027年までに5%以上減少させる。
    - 林業における死亡者数を、伐木作業の災害防止を重点としつつ、労働災害の大幅な削減に向けて取り組み、2022年と比較して2027年までに15%以上減少させる。

  5. 労働者の健康確保対策の推進 
    - 週労働時間40時間以上である雇用者のうち、週労働時間60時間以上の雇用者の割合を2025年までに5%以下とする。
    - 自分の仕事や職業生活に関することで強い不安、悩み又はストレスがあるとする労働者の割合を2027年までに50%未満とする。

  6. 化学物質等による健康障害防止対策の推進 
    - 化学物質の性状に関連の強い死傷災害（有害物等との接触、爆発又は火災によるもの）の件数を第13次労働災害防止計画期間と比較して、5%以上減少させる。
    - 増加が見込まれる熱中症による死亡者数の増加率を第13次労働災害防止計画期間と比較して減少させる。

労働災害防止計画は、1958年（昭和33年）に閣議決定された「第一次産業災害防止五カ年計画」を嚆矢とし、1964年（昭和39年）の労働災害防止団体法によって法定化されたものを労働安全衛生法の制定に際し取り込んだ。この制度は、労働災害の防止の徹底を期するためには、個別の事業者のみでなく、政府、事業者の団体など関係者が打って一丸となって対策を総合的かつ計画的に実施することが効果的であると考えられるところから、政府における労働災害防止の主管大臣である厚生労働大臣が、労働災害防止についての総合的な計画を中長期的な展望に立って策定し、この計画にのっとって、自らも具体的な施策を講ずるとともに、事業者、事業者の団体等の関係者に労働災害防止に関する指針を示し、その自主的活動を促進しようとするものである。

## 事業者等の講ずべき措置
事業者の責務（業種を問わない）
- 事業者は、所定の危険を防止するため必要な措置、健康障害を防止するため必要な措置を講じなければならない（第20条~第22条）。事業主は、事業場内における労働災害防止に関する標識、掲示等について、図解等の方法を用いる等、外国人労働者がその内容を理解できる方法により行うよう努めること（「外国人労働者の雇用管理の改善等に関して事業主が適切に対処するための指針」（平成19年厚生労働省告示第276号））。
- 事業者は、労働者の作業行動から生ずる労働災害を防止するため必要な措置を講じなければならない（第24条）。
- 事業者は、労働災害発生の急迫した危険があるときは、直ちに作業を中止し、労働者を作業場から退避させる等必要な措置を講じなければならない（第25条）。
- 事業者は、建設物、設備、原材料、ガス、蒸気、粉塵等による、又は作業行動その他業務に起因する危険性又は有害性等（表示対象物質として政令で定めもの及び通知対象物による危険性または有害性を除く）を調査し、その結果に基づいて、本法又はこれに基づく命令の規定による措置を講ずるほか、労働者の危険又は健康障害を防止するため必要な措置を講ずるように努めなければならない（第28条の2）。
- 事業者は、労働者を就業させる建設物その他の作業場について、通路、床面、階段等の保全並びに換気、採光、照明、保温、防湿、休養、避難及び清潔に必要な措置その他労働者の健康、風紀及び生命の保持のため必要な措置を講じなければならない（第23条）。
- 事業者は、本法及びこれに基づく命令の要旨を常時各作業場の見やすい場所に掲示し、又は備え付けることその他の厚生労働省令で定める方法により、労働者に周知させなければならない。事業者は、第57条の2第1項又は第2項の規定により通知された事項を、化学物質、化学物質を含有する製剤その他の物で当該通知された事項に係るものを取り扱う各作業場の見やすい場所に常時掲示し、又は備え付けることその他の厚生労働省令で定める方法により、当該物を取り扱う労働者に周知させなければならない（第101条）。外国人労働者に対してその周知を行う際には、分かりやすい説明書を用いる等外国人労働者の理解を促進するため必要な配慮をするよう努めること（「外国人労働者の雇用管理の改善等に関して事業主が適切に対処するための指針」（平成19年厚生労働省告示第276号））。

元方事業者の責務
- 元方事業者は、関係請負人及び関係請負人の労働者が、当該仕事に関し、本法又はこれに基づく命令の規定に違反しないよう必要な指導[4]を行なわなければならない。これらに違反していると認めるときは、是正のため必要な指示[4]を行なわなければならない（第29条1項、2項）。
- 建設業に属する事業の元方事業者は、土砂等が崩壊するおそれのある場所、機械等が転倒するおそれのある場所その他の厚生労働省令で定める場所において関係請負人の労働者が当該事業の仕事の作業を行うときは、当該関係請負人が講ずべき当該場所に係る危険を防止するための措置が適正に講ぜられるように、技術上の指導[4]その他の必要な措置を講じなければならない（第29条の2）。
- 製造業（特定事業を除く）の元方事業者は、その労働者及び関係請負人の労働者の作業が同一の場所において行われることによって生ずる労働災害を防止するため、作業間の連絡及び調整を行うことに関する措置その他必要な措置を講じなければならない（第30条の2）。

特定元方事業者の責務
- 特定元方事業者は、その労働者及び関係請負人の労働者の作業が同一の場所において行われることによって生ずる労働災害を防止するため、次の事項に関する必要な措置を講じなければならない。統括安全衛生責任者を選任した特定元方事業者は、その者に次の事項を統括管理させなければならない（第30条）。 
  1. 協議組織の設置及び運営を行うこと。
  2. 作業間の連絡及び調整を行うこと。
  3. 作業場所を巡視すること。
  4. 関係請負人が行う労働者の安全又は衛生のための教育に対する指導及び援助を行うこと。
関係請負人の労働者に対して特定元方事業者が直接、安全衛生教育を行う義務はない。
  5. 建設業の特定元方事業者にあっては、仕事の工程に関する計画及び作業場所における機械、設備等の配置に関する計画を作成するとともに、当該機械、設備等を使用する作業に関し関係請負人がこの法律又はこれに基づく命令の規定に基づき講ずべき措置についての指導を行うこと。
  6. 前各号に掲げるもののほか、当該労働災害を防止するため必要な事項。

注文者の責務
- 注文者は、その請負人に対し、当該仕事に関し、その指示に従って当該請負人の労働者を労働させたならば、本法又はこれに基づく命令の規定に違反することとなる指示をしてはならない（第31条の4）。化学物質、化学物質を含有する製剤その他の物を製造し、又は取り扱う設備で政令で定めるものの改造その他の厚生労働省令で定める作業に係る仕事の注文者は、当該物について、当該仕事に係る請負人の労働者の労働災害を防止するため必要な措置を講じなければならない（第31条の2）。
- 特定事業の仕事を自ら行う注文者は、建設物、設備又は原材料を、当該仕事を行う場所においてその請負人（当該仕事が数次の請負契約によって行われるときは、当該請負人の請負契約の後次のすべての請負契約の当事者である請負人を含む。）の労働者に使用させるときは、当該建設物等について、当該労働者の労働災害を防止するため必要な措置を講じなければならない（第31条）。

機械等貸与者の責務
- 機械等で、政令で定めるものを他の事業者に貸与する者（機械等貸与者）は、当該機械等の貸与を受けた事業者の事業場における当該機械等による労働災害を防止するため必要な措置を講じなければならない。機械等貸与者から機械等の貸与を受けた者は、当該機械等を操作する者がその使用する労働者でないときは、当該機械等の操作による労働災害を防止するため必要な措置を講じなければならない（第33条）。「政令で定めるもの」とは、以下の機械等である（施行令第10条）。機械等を借りた場合、完全な管理権原を持たないために補修、改造等労働災害を防止するための措置を充分に講じがたい立場にあるのが一般であり、そのような現状に着目して、機械等を業として貸与する者に対し一定の措置を講ずることを義務付けるものである[5]。
  - つり上げ荷重が0.5トン以上の移動式クレーン
  - 施行令別表第七に掲げる建設機械で、動力を用い、かつ、不特定の場所に自走することができるもの
  - 不整地運搬車
  - 作業床の高さが2メートル以上の高所作業車

建築物貸与者の責務
建築物で、政令で定めるものを他の事業者に貸与する者（建築物貸与者）は、当該建築物の貸与を受けた事業者の事業に係る当該建築物による労働災害を防止するため必要な措置を講じなければならない。ただし、当該建築物の全部を一の事業者に貸与するときは、この限りでない（第34条）。「政令で定めるもの」とは、事務所又は工場の用に供される建築物とする（施行令第11条）。本条は、有償、無償に関係なく適用される。具体的には、避難用出入口の表示、警報設備の備付け及び有効保持、所定数の便所設置等が定められている（規則第670~678条、石綿障害予防規則第10条等）
重量表示
一の貨物で、重量1トン以上のものを発送しようとする者は、見やすく、かつ、容易に消滅しない方法で、当該貨物にその重量を表示しなければならない。ただし、包装されていない貨物で、その重量が一見して明らかであるものを発送しようとするときは、この限りでない（第35条）。ILO第27号条約（日本も批准）実施のための国内法としての性格も有する。本条の「発送」には、事業場構内における荷の移動は含まない。「発送しようとする者」とは、最初に当該貨物を運送のルートにのせようとする者をいい、その途中における運送取扱者等は含まない（昭和47年9月18日基発602号）。「その重量が一見して明らかであるもの」とは、丸太や石材、鉄骨材等、外観により重量が推定できるものを指す。海上コンテナ貨物についての本条の重量表示は、当該コンテナにその最大積載重量を表示されていれば足りる。 
ガス工作物等設置者の義務
ガス工作物、電気工作物、熱供給施設、石油パイプラインを設けている者は、当該工作物の所在する場所又はその附近で工事その他の仕事を行なう事業者から、当該工作物による労働災害の発生を防止するためにとるべき措置についての教示を求められたときは、これを教示しなければならない（第102条、施行令第25条）。1970年（昭和45年）の大阪・天六ガス爆発事故に教訓を受けて立法されたものであり、当該工作物との接触あるいは破壊が直ちに重大な労働災害に結びつくようなものの設置者に、必要な事項の教示義務を課したものである。事業者が教示を求めるだけの慎重さを有し、そして設置者が本条を遵守すれば、多数の公衆を巻き添えにした大阪のガス爆発事故のような災害も、当然、未然に防止することができることになる。
労働者の責務
- 労働者は、事業者が本法の規定に基づき講ずる措置に応じて、必要な事項を守らなければならない（第26条）。
- 関係請負人又はその労働者は、元方事業者が第29条1項、2項に基づいてする指示に従わなければならない（第29条3項）。

## 機械等

### 特定機械等
特に危険な作業を必要とする機械等（特定機械等）を製造しようとする者は、あらかじめ都道府県労働局長の許可を受けなければならない（第37条）。「特定機械等」とは、以下の物である（別表第一、施行令12条）。
- ボイラー（小型ボイラーを除く）
- 第一種圧力容器（小型圧力容器等を除く）
- クレーン（つり上げ荷重3トン以上（スタッカー式クレーンにあっては1トン以上））
- 移動式クレーン（つり上げ荷重3トン以上）
- デリック（つり上げ荷重2トン以上）
- エレベーター（積載荷重1トン以上（簡易リフト及び建設用リフトを除く））
- 建設用リフト（ガイドレールの高さが18メートル以上（積載荷重が250キロ未満の物を除く））
- ゴンドラ

太字の特定機械等については、製造・輸入・再設置・再使用時に登録製造時等検査機関による製造時等検査を受けなければならない（第38条1項）。この検査に合格すると、移動式の物については検査証が交付される（第39条1項）。
特定機械等を設置（移動式の物を除く）したとき、特定機械等の主要構造部分に変更を加えたとき、特定機械等（建設用リフトを除く）で使用を休止したものを再び使用しようとするときには、労働基準監督署長の検査を受けなければならない（38条3項）。この検査に合格した場合、検査証の交付又は既に交付されている検査証に裏書が行われる（第39条2項、3項）。
検査証の有効期間の更新を受けようとする者は、登録性能検査機関が行う性能検査を受けなければならない（第41条2項）。なお、建設用リフトについては、検査証の有効期間が設置から廃止までとされるため、性能検査は行われない。
検査証を受けていない特定機械等は、使用してはならず、また検査証とともにするのでなければ譲渡・貸与してはならない（第40条）。

### 42条機械等
特定機械等以外の機械等で、危険若しくは有害な作業を必要とするもの、危険な場所において使用するもの又は危険若しくは健康障害を防止するため使用するもの（本項で「42条機械等」という。）は、厚生労働大臣が定める規格又は安全装置（本節で「規格等」という。）を具備しなければ、譲渡し、貸与し、又は設置してはならない（第42条）。

#### 別表第二の機械等
「42条機械等」のうち別表第二に掲げられるものは次のとおりである。
- ゴム、ゴム化合物又は合成樹脂を練るロール機及びその急停止装置（電気的制動方式のもの、電気的制動方式以外の制動方式のもの）
- 第2種圧力容器
- 小型ボイラー
- 小型圧力容器
- プレス機械又はシャーの安全装置
- 防爆構造電気機械器具
- クレーン又は移動式クレーンの過負荷防止装置
- 防じんマスク
- 防毒マスク
- 木材加工用丸のこ盤及びその反発予防装置又は歯の接触予防装置（可動式の物）
- 動力により駆動されるプレス機械（スライドによる危険を防止するための機構を有するもの）
- 交流アーク溶接機用自動電撃防止装置
- 絶縁用保護具
- 絶縁用防具
- 保護帽
- 電動ファン付き呼吸用保護具

太字のものを製造・輸入した者は、登録個別検定機関が行う個別検定（機械等を個々に検定する）を受けなければならない（第44条）。この検定に合格した機械等には、その旨の表示（個別検定合格標章を付す、刻印を押す、刻印を押した銘板を取り付ける等）を付さなければならない。斜体のものを製造・輸入した者は、登録型式検定機関が行う型式検定（型式の内容、製造体制等の審査、サンプル試験により検定する）を受けなければならない（第44条の2）。この検定に合格した機械等には、当該機械等の見やすい場所に型式検定合格標章を付さなければならない。これらの表示が付されていない機械等は、使用してはならない。また、厚生労働大臣又は都道府県労働局長が、42条機械等を製造・輸入した者が、規格等を具備していない、検定に合格していない機械に合格した旨の表示がされている等と認められるものを譲渡・貸与した場合に、その者に対し当該機械等の回収・改善を図ることその他必要な措置を取るよう命ずることができる（第43条の2）。
平成26年の改正により、外国に立地する機関も検査・検定機関として登録ができるようになった（外国登録製造時等検査機関等、第52条の3）。 
第38条の検査、性能検査、個別検定又は型式検定の結果についての処分については、審査請求をすることができない（第111条）。 

#### 施行令13条3項の機械等
「42条機械等」のうち施行令13条3項で定められているものについては、検定制度がない。

## 危険物及び有害物
- 製造等禁止物質（第55条）

- 特定化学物質

GHS08,経口・吸飲による有害性

ジクロロベンジジン、ジクロロベンジジンを含有する製剤その他の労働者に重度の健康障害を生ずるおそれのある物で、政令で定めるもの（第1類特定化学物質）を製造しようとする者は、あらかじめ、厚生労働大臣の許可を受けなければならない。厚生労働大臣は、この許可の申請があった場合には、その申請を審査し、製造設備、作業方法等が厚生労働大臣の定める基準に適合していると認めるときでなければ、この許可をしてはならない（第56条、施行令別表第三）。 
爆発性の物、発火性の物、引火性の物その他の労働者に危険を生ずるおそれのある物若しくはベンゼン、ベンゼンを含有する製剤その他の労働者に健康障害を生ずるおそれのある物で政令で定めるもの（第2類特定化学物質）又は上記厚生労働大臣の許可を必要とする物を容器に入れ、又は包装して、譲渡し、又は提供する者は、厚生労働省令で定めるところにより、その容器又は包装（容器に入れ、かつ、包装して、譲渡し、又は提供するときにあっては、その容器）に、以下の事項を表示しなければならない。ただし、その容器又は包装のうち、主として一般消費者の生活の用に供するためのものについては、この限りでない。容器又は包装を用いないで譲渡し、又は提供する者は、所定事項を記載した文書を、譲渡し、又は提供する相手方に交付しなければならない（第57条、施行令18条）。
- 名称
- 人体に及ぼす作用
- 貯蔵又は取扱い上の注意
- 上記のほか、厚生労働省令で定める事項
- 当該物を取り扱う労働者に注意を喚起するための標章で厚生労働大臣が定めるもの

労働者に危険若しくは健康障害を生ずるおそれのある物で政令で定めるもの又は第1類特定化学物質（通知対象物）を譲渡し、又は提供する者は、文書の交付その他厚生労働省令で定める方法により通知対象物に関する次の事項を、譲渡し、又は提供する相手方に通知しなければならない。ただし、主として一般消費者の生活の用に供される製品として通知対象物を譲渡し、又は提供する場合については、この限りでない（第57条の2、施行令18条の2）。 
- 名称
- 成分及びその含有量
- 物理的及び化学的性質
- 人体に及ぼす作用
- 貯蔵又は取扱い上の注意
- 流出その他の事故が発生した場合において講ずべき応急の措置
- 前各号に掲げるもののほか、厚生労働省令で定める事項

化学物質による労働者の健康障害を防止するため、既存の化学物質として政令で定める化学物質以外の化学物質（新規化学物質）を製造し、又は輸入しようとする事業者は、あらかじめ、厚生労働省令で定めるところにより、厚生労働大臣の定める基準に従って有害性の調査（当該新規化学物質が労働者の健康に与える影響についての調査）を行い、当該新規化学物質の名称、有害性の調査の結果その他の事項を厚生労働大臣に届け出なければならない。有害性の調査を行った事業者は、その結果に基づいて、当該新規化学物質による労働者の健康障害を防止するため必要な措置を速やかに講じなければならない。厚生労働大臣は、この届出があった場合には、厚生労働省令で定めるところにより、有害性の調査の結果について学識経験者の意見を聴き、当該届出に係る化学物質による労働者の健康障害を防止するため必要があると認めるときは、届出をした事業者に対し、施設又は設備の設置又は整備、保護具の備付けその他の措置を講ずべきことを勧告することができる。有害性の調査の結果について意見を求められた学識経験者は、当該有害性の調査の結果に関して知り得た秘密を漏らしてはならない。ただし、労働者の健康障害を防止するためやむを得ないときは、この限りでない。ただし以下の場合は届出は不要である（第57条の4、施行令18条の4）。
- 当該新規化学物質に関し、厚生労働省令で定めるところにより、当該新規化学物質について予定されている製造又は取扱いの方法等からみて労働者が当該新規化学物質にさらされるおそれがない旨の厚生労働大臣の確認を受けたとき。
- 当該新規化学物質に関し、厚生労働省令で定めるところにより、既に得られている知見等に基づき厚生労働省令で定める有害性がない旨の厚生労働大臣の確認を受けたとき。
- 当該新規化学物質を試験研究のため製造し、又は輸入しようとするとき。
- 当該新規化学物質が主として一般消費者の生活の用に供される製品（当該新規化学物質を含有する製品を含む。）として輸入される場合で、厚生労働省令で定めるとき。
- 当該新規化学物質を製造し、又は輸入しようとする事業者が、厚生労働省令で定めるところにより、一の事業場における一年間の製造量又は輸入量（当該新規化学物質を製造し、及び輸入しようとする事業者にあっては、これらを合計した量）が100キログラム以下である旨の厚生労働大臣の確認を受けた場合において、その確認を受けたところに従って当該新規化学物質を製造し、又は輸入しようとするとき。

事業者は、厚生労働省令で定めるところにより、第1類特定化学物質、第2類特定化学物質及び通知対象物による危険性又は有害性等を調査しなければならない。事業者は、この調査の結果に基づいて、この法律又はこれに基づく命令の規定による措置を講ずるほか、労働者の危険又は健康障害を防止するため必要な措置を講ずるように努めなければならない（第57条の3）。事業者は、調査を行ったときは、次に掲げる事項を、調査対象物を製造し、又は取り扱う業務に従事する労働者に周知させなければならない（規則第34条の2の8）。調査は、調査対象物を原材料等として新規に採用し、または変更するときに行う。
- 当該調査対象物の名称
- 当該業務の内容
- 当該調査の結果
- 当該調査の結果に基づき事業者が講ずる労働者の危険又は健康障害を防止するため必要な措置の内容

## 安全のための教育
本法の精神を具体化するために、各事業活動において必要な資格を有する業務を免許や技能講習、安全衛生教育といった形で取得することを義務付けている。

### 安全衛生教育
- 雇い入れ時・作業内容変更時の教育（第59条1項・2項）
- 特別教育（第59条3項）
- 職長教育（第60条）

### 技能講習

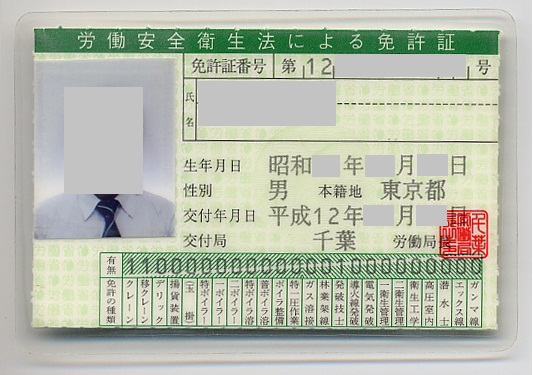
労働安全衛生法による免許証

事業者は、クレーンの運転その他の業務で、政令で定めるもの（施行令20条に定める16業務）については、都道府県労働局長の当該業務に係る免許を受けた者又は都道府県労働局長の登録を受けた者が行う当該業務に係る技能講習を修了した者その他厚生労働省令で定める資格を有する者でなければ、当該業務に就かせてはならない。この有資格者が当該業務に従事するときは、これに係る免許証その他その資格を証する書面を携帯していなければならない（第61条）。 
技能講習は、登録講習機関により、学科講習又は実技講習によって行い、当該技能講習を修了した者に対しては遅滞なく、技能講習修了証を交付しなければならない（第76条）。

## 労働者の就業に当たっての措置
事業者は、中高年齢者その他労働災害の防止上その就業に当たって特に配慮を必要とする者については、これらの者の心身の条件に応じて適正な配置を行なうように努めなければならない（第62条）。「特に配慮を必要とする者」とは、具体的には身体障害者や出稼ぎ労働者等が該当する（昭和47年9月18日、旧労働省労働基準局長名通達602号）。「中高年齢者」が具体的に何歳以上の者を指すか労働安全衛生法上の定めはないが、高年齢者等の雇用の安定等に関する法律施行規則第2条で「中高年齢者」を45歳以上の者と定めていることから、実務上もこれに準じて解釈されている。
事業者は、労働者の健康に配慮して、労働者の従事する作業を適切に管理するように努めなければならない（第65条の3）。
事業者は、潜水業務その他の健康障害を生ずるおそれのある業務で、厚生労働省令で定めるもの（高圧室内業務）に従事させる労働者については、厚生労働省令で定める作業時間についての基準に違反して、当該業務に従事させてはならない（第65条の4）。「厚生労働省令で定める作業時間についての基準」とは、潜水業務・高圧室内業務とも具体的には高気圧作業安全衛生規則に定めがある。
事業者は、一定の疾病にかかった労働者については、あらかじめ産業医その他専門の医師の意見を聴いて、その就業を禁止しなければならない（病者の就業禁止、第68条、規則第61条）。
事業者は、労働者の受動喫煙（室内又はこれに準ずる環境において、他人のたばこの煙を吸わされることをいう）を防止するため、当該事業者及び事業場の実情に応じ適切な措置を講ずるよう努めるものとする（第68条の2）。「第12次労働災害防止計画」では、「2017（平成29）年までに職場で受動喫煙を受けている労働者の割合を15%以下とする」目標を掲げ、受動喫煙の健康への有害性に関する理解を得るための教育啓発や事業者に対する効果的な支援を実施することとしている。 
事業者は、労働者に対する健康教育及び健康相談その他労働者の健康の保持増進を図るため必要な措置を継続的かつ計画的に講ずるように努めなければならない（第69条）。 

### 作業環境測定
事業者は、有害な業務を行う屋内作業場その他の作業場で、政令で定めるものについて、厚生労働大臣の定める作業環境測定基準に従って、必要な作業環境測定を行い、及びその結果を記録しておかなければならない（第65条）。都道府県労働局長は、作業環境の改善により労働者の健康を保持する必要があると認めるときは、労働衛生指導医（労働衛生に関し学識経験を有する医師のうちから、厚生労働大臣が任命する非常勤の医師）の意見に基づき、厚生労働省令で定めるところにより、事業者に対し、作業環境測定の実施その他必要な事項を指示することができる。

## 安全衛生改善計画
- 特別安全衛生改善計画（第78条）
- 安全衛生改善計画（第79条）

## 計画の届出
事業者は、特定機械等で、危険若しくは有害な作業を必要とするもの、危険な場所において使用するもの又は危険若しくは健康障害を防止するため使用するもののうち、厚生労働省令で定めるものを設置し、若しくは移転し、又はこれらの主要構造部分を変更しようとするときは、その計画を当該工事の開始の日の30日前までに、所轄労働基準監督署長に届け出なければならない（第88条1項）。この届出は、所定の様式に当該機械等の種類に応じて必要事項を記載し、図面等を添付して行う（規則第86条）。ただし、上記の危険性または有害性等の調査及びその結果に基づき講ずる措置並びに労働安全衛生マネジメントシステムに関する指針に従って事業者が行う自主的活動の措置を講じているものとして、厚生労働省令で定めるところにより労働基準監督署長が認定した事業者については、届出は免除される（規則87条）。この免除の認定は、3年ごとにその更新を受けなければ、その期間経過によって効力を失う（規則第87条の6）。
- この認定を受けるためには、認定を受けようとする事業場が、以下の要件を満たしていなければならない（規則第87条の4）。
  - 労働安全衛生マネジメントシステムを適切に実施している。
  - 労働災害の発生率が当該事業場の属する業種における平均的な労働災害の発生率を下回っている（メリット収支率75％以下相当）。
  - 認定申請の日前1年間に重大な労働災害が発生していない。

事業者は、建設業に属する事業の仕事のうち重大な労働災害を生ずるおそれがある特に大規模な仕事で、厚生労働省令で定めるものを開始しようとするときは、その計画を当該仕事の開始の日の30日前までに、所定の様式によって厚生労働大臣に届け出なければならない（第88条2項）。「厚生労働省令で定めるもの」とは、具体的には以下の仕事である（規則第89条）。
- 高さが300メートル以上の塔の建設の仕事
- 堤高（基礎地盤から堤頂までの高さをいう。）が150メートル以上のダムの建設の仕事
- 最大支間500メートル（つり橋にあつては、1,000メートル）以上の橋梁の建設の仕事
- 長さが3,000メートル以上のずい道等の建設の仕事
- 長さが1,000メートル以上3,000メートル未満のずい道等の建設の仕事で、深さが50メートル以上のたて坑（通路として使用されるものに限る。）の掘削を伴うもの
- ゲージ圧力が0.3メガパスカル以上の圧気工法による作業を行う仕事

事業者は、建設業及び土砂採石業（建設業に属する事業にあっては、前項の厚生労働省令で定める仕事を除く）で、厚生労働省令で定めるものを開始しようとするときは、その計画を当該仕事の開始の日の14日前までに、所定の様式をもって労働基準監督署長に届け出なければならない（第88条3項）。「厚生労働省令で定めるもの」とは具体的には以下の仕事である（規則第90条）。なお2項、3項については、1項のような免除認定を受けることはできない。
- 高さ31メートルを超える建築物又は工作物（橋梁を除く。）の建設、改造、解体又は破壊（以下「建設等」という。）の仕事
- 最大支間50メートル以上の橋梁の建設等の仕事
- 最大支間30メートル以上50メートル未満の橋梁の上部構造の建設等の仕事（規則第18条の2の場所において行われるものに限る。）
- ずい道等の建設等の仕事（ずい道等の内部に労働者が立ち入らないものを除く。）
- 掘削の高さ又は深さが10メートル以上である地山の掘削（ずい道等の掘削及び岩石の採取のための掘削を除く。以下同じ。）の作業（掘削機械を用いる作業で、掘削面の下方に労働者が立ち入らないものを除く。）を行う仕事
- 圧気工法による作業を行う仕事
- 建築基準法第2条第9号の2に規定する耐火建築物又は同法第2条第9号の3に規定する準耐火建築物で、石綿等が吹き付けられているものにおける石綿等の除去の作業を行う仕事
- ダイオキシン類対策特別措置法施行令別表第一第五号に掲げる廃棄物焼却炉（火格子面積が2平方メートル以上又は焼却能力が一時間当たり200キログラム以上のものに限る。）を有する廃棄物の焼却施設に設置された廃棄物焼却炉、集じん機等の設備の解体等の仕事
- 掘削の高さ又は深さが10メートル以上の土石の採取のための掘削の作業を行う仕事
- 坑内掘りによる土石の採取のための掘削の作業を行う仕事

届出があった計画のうち、厚生労働大臣は高度の技術的検討を要するものについて、都道府県労働局長は高度の技術的検討を要するものに準ずるものについて審査をすることができる。この審査を行うに当たっては、学識経験者の意見を聴かなければならない。審査の結果必要があると認めるときは、届出をした事業者に対し、あらかじめ届出をした事業者の意見をきいたうえで労働災害の防止に関する事項について必要な勧告又は要請をすることができる（第89条、第89条の2）。労働基準監督署長又は厚生労働大臣は、計画の届出に係る事項が法令に違反すると認めるときには、当該届出をした事業者に対し、その届出に係る工事若しくは仕事の開始を差し止め、又は当該計画を変更すべきことを命ずることができる。 
なお、平成26年改正により、「一定規模以上の事業場における建設物・機械等の設置・移転・主要構造部分の変更」における計画の届出の規定は廃止された（改正前の第88条1項）。

## 監督機関等
労働者は、事業場に本法又はこれに基づく命令の規定に違反する事実があるときは、その事実を都道府県労働局長、労働基準監督署長又は労働基準監督官に申告して是正のため適当な措置をとるように求めることができる。事業者は、申告したことを理由として、労働者に対し、解雇その他不利益な取扱いをしてはならない（第97条）。
労働基準監督官は、本法を施行するため必要があると認めるときは、事業場に立ち入り、関係者に質問し、帳簿、書類その他の物件を検査し、若しくは作業環境測定を行い、又は検査に必要な限度において無償で製品、原材料若しくは器具を収去することができる。ただし、この立入検査の権限は、犯罪捜査のために認められたものと解釈してはならない。医師である労働基準監督官は、第68条（病者の就業禁止）の疾病にかかった疑いのある労働者の検診を行なうことができる（第91条1項、2項、4項）。労働基準監督官は、本法の規定に違反する罪について、刑事訴訟法の規定による司法警察員の職務を行なう（第92条）。 
都道府県労働局長又は労働基準監督署長は、危害防止措置基準に違反する事実があるときは、その違反した事業者、注文者、機械等貸与者又は建築物貸与者に対し、作業の全部又は一部の停止、建設物等の全部又は一部の使用の停止又は変更その他労働災害を防止するため必要な事項を命ずることができる（第98条1項）。労働基準監督官は、労働者に急迫した危険があるときは、第98条1項の権限を即時に行うことができる（第98条3項）。危害防止措置基準に違反する事実がない場合においても、労働災害発生の急迫した危険があり、かつ、緊急の必要があるときは、必要な限度において、事業者に対し、作業の全部又は一部の一時停止、建設物等の全部又は一部の使用の一時停止その他当該労働災害を防止するため必要な応急の措置を講ずることを命ずることができる（第99条）。 
- 臨検等の具体的な手続きは、「労働基準監督官#労働基準監督署に配置された労働基準監督官の主な業務」を参照。

## 報告
厚生労働大臣、都道府県労働局長又は労働基準監督署長は、この法律を施行するため必要があると認めるときは、厚生労働省令で定めるところにより、事業者、労働者、機械等貸与者、建築物貸与者又はコンサルタントに対し、必要な事項を報告させ、又は出頭を命ずることができる（第100条）。この命令を出す場合においては、「報告をさせ、又は出頭を命ずる理由」及び出頭を命ずる場合には「聴取しようとする事項」を通知するものとする（規則第98条）。
- 第100条に基づく具体的な報告については、以下の記事を参照のこと。
有害物ばく露作業報告（規則第95条の6）、事故報告（規則第96条）、労働者死傷病報告（規則第97条）

## 適用除外
- 本法（第二章の規定を除く。）は、鉱山保安法第2条第2項及び第4項の規定による鉱山における保安については、適用しない（第115条1項）。
- 本法は、船員法の適用を受ける船員については、適用しない（第115条2項）。船舶における安全衛生については船員法に規定がある。
- 本法は、非現業の一般職の国家公務員については、適用しない（国家公務員法附則第16条）。これらの者については、国家公務員法に基づいて、必要な安全衛生関係規則を定めている。国会職員、裁判所職員および防衛省職員（自衛官を含む）については、それぞれ関係法に基づいて本法の適用除外を定めている。
  - 国家公務員法附則第16条の規定は、行政執行法人に勤務する一般職に属する国家公務員については、適用しない（行政執行法人の労働関係に関する法律第37条1号）。したがって、これらの職員については労働安全衛生法が全面的に適用される。
  - 地方公務員については、一定の現業的事業に従事する職員については本法が全面的に適用される（地方公務員法第58条2項、3項）。それ以外の非現業職員についても一部の規定を除き適用されるが、非現業職員の勤務条件に関する労働基準監督機関の職権は、人事委員会またはその委任を受けた人事委員会の委員（人事委員会を置かない地方公共団体においては、地方公共団体の長）が行う（地方公務員法第58条5項）。

なお、機械等または有害物に対する流通規制については、労働基準法の適用範囲より拡大され、政令で定める一定の機械等または有害物の製造等を行なう者は、何人も、この法律による規制を受けることとなっている（昭和47年9月18日発基91号)。

## 関連文献・記事
- CiNii>労働安全衛生法
- 畠中信夫著「労働安全衛生法のはなし［改訂版］」中災防新書、2006年5月15日発行